# Docklandungsschiff

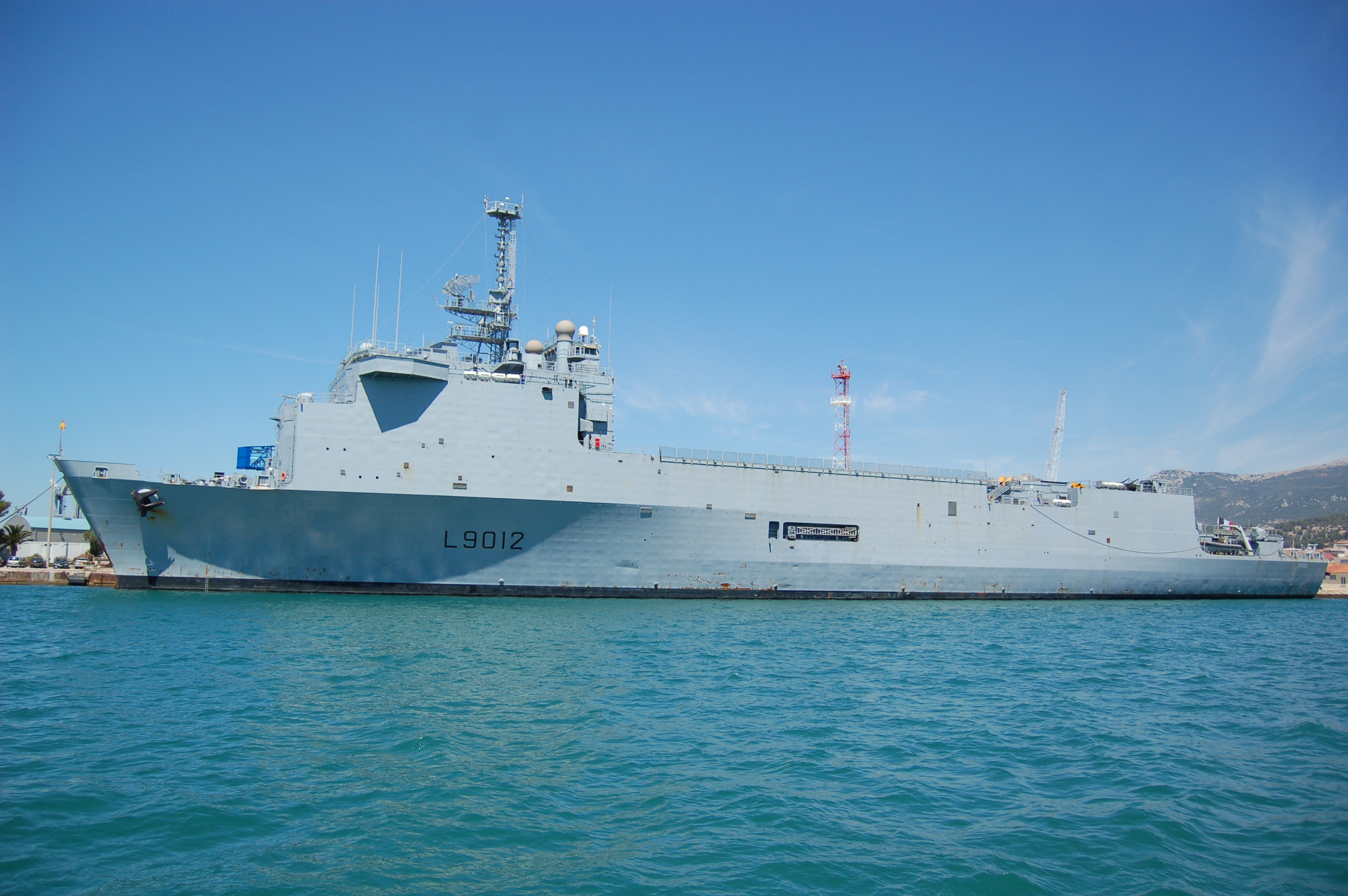
LPD Siroco der Foudre-Klasse

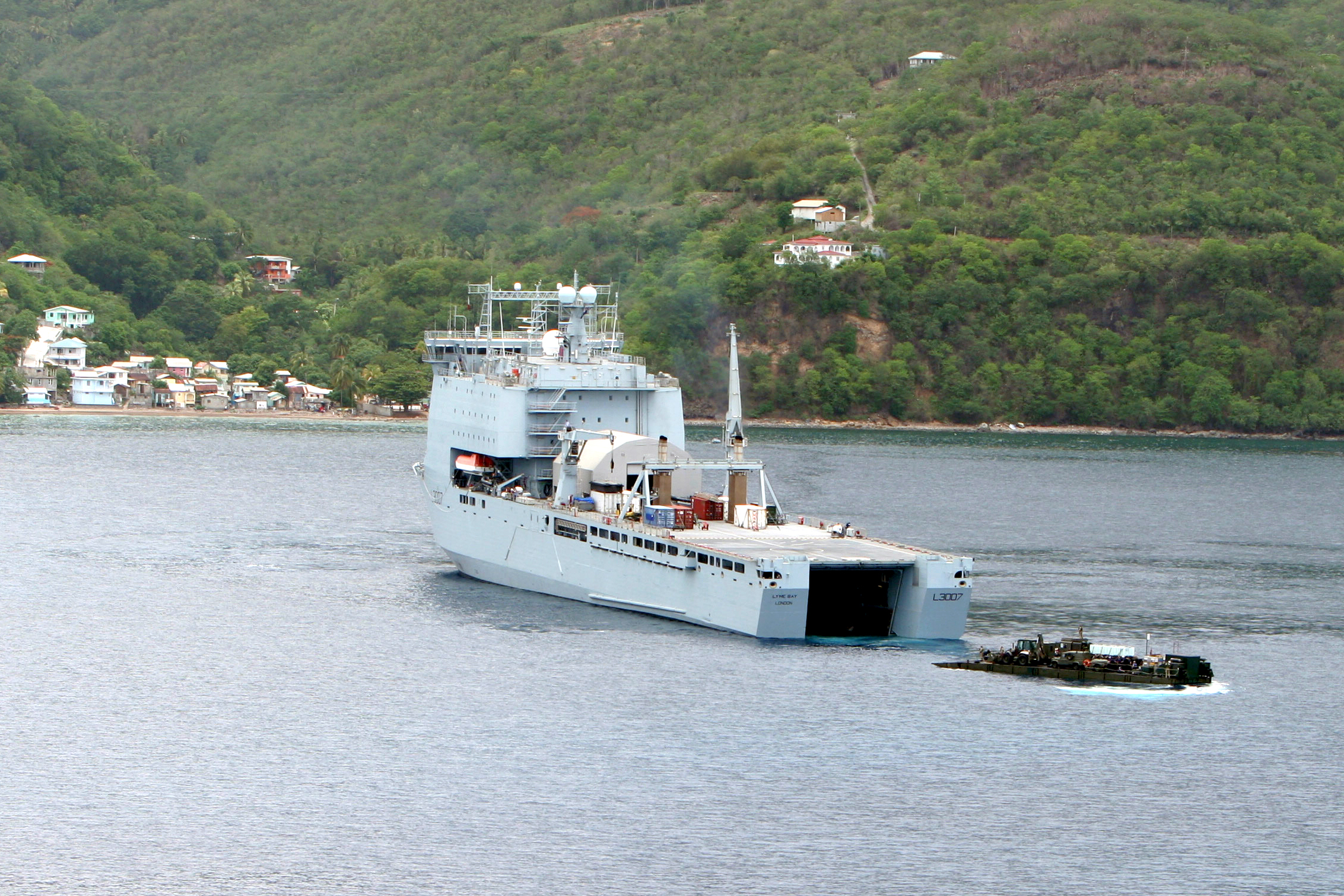
RFA Lyme Bay der Bay-Klasse

Als Docklandungsschiff (englisch Dock Landing Ship) wird ein Kriegsschiff bezeichnet, das innerhalb einer amphibischen Marineeinheit operiert und dessen Aufgabe es ist, Amphibienfahrzeuge und deren Besatzungen zu transportieren und gegebenenfalls einzusetzen. Die Schiffsklassifizierungen für Docklandungsschiffe mit Hubschrauberplattform lauten LSD und LPD.

## US Navy

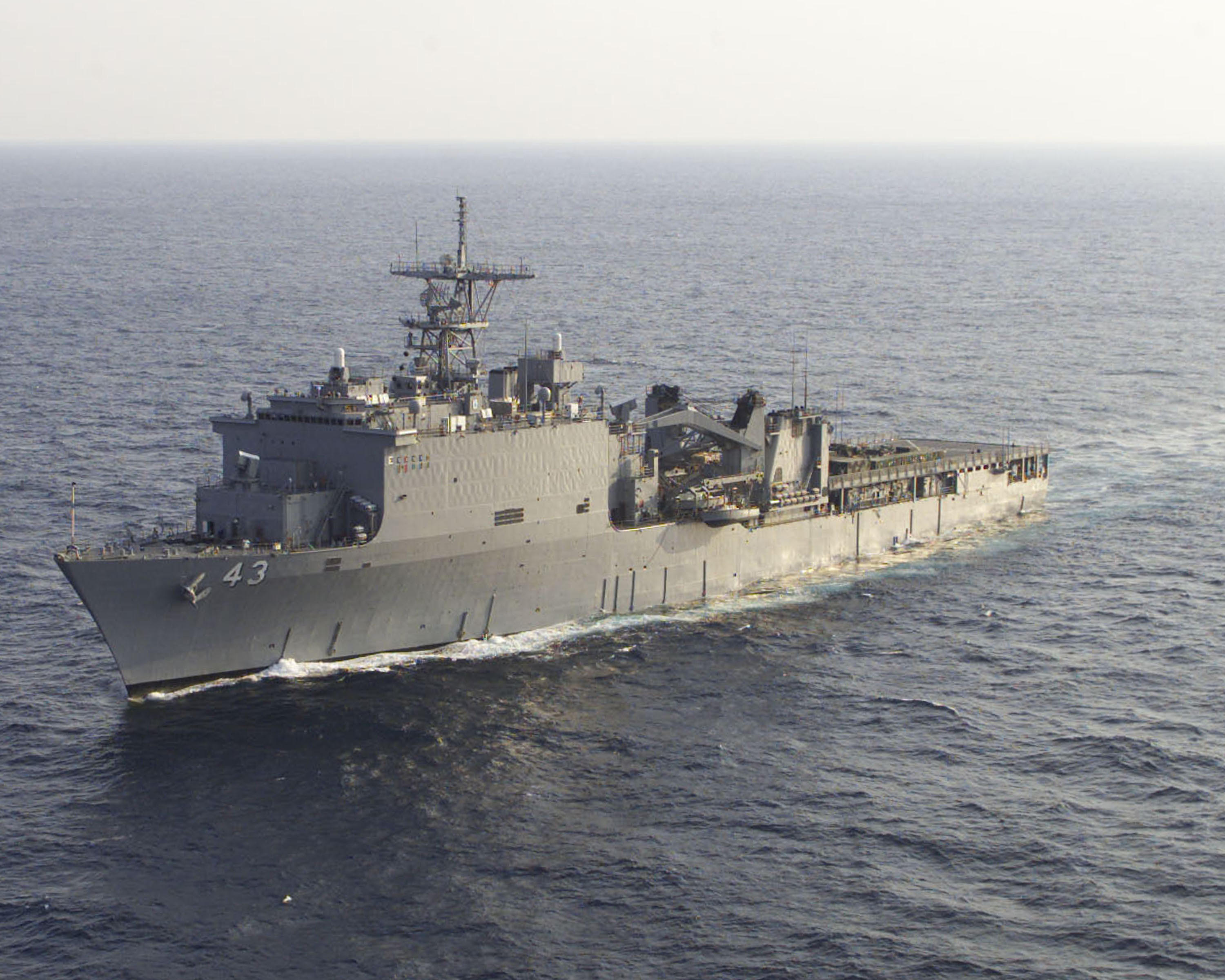
USS Fort McHenry (LSD-43)

### Einsatz
Die Docklandungsschiffe der United States Navy sind Bestandteil einer Amphibious Ready Group, die aus jeweils einem LHD, einem LPD und einem LSD bestehen. Auf diese drei Schiffe ist eine Marine Expeditionary Unit des United States Marine Corps verteilt.
Die Aufgabe eines Docklandungsschiff ist es, Infanterie und schweres Gerät an einer bestimmten Stelle der Küste abzusetzen. Dies wird hauptsächlich durch LCAC-Luftkissenboote ausgeführt, von denen ein Docklandungsschiff, je nach Klasse, zwei oder vier in einem Welldeck transportieren kann. Das Schiff verfügt außerdem über Reparatur- und Versorgungseinrichtungen für LCACs und konventionelle Landungsfahrzeuge. Die US Navy plant eine neue Klasse von Docklandungsschiffen die auf einer modifizierten Version der San-Antonio-Klasse basieren.

### Whidbey-Island-Klasse
Das erste Schiff der Whidbey-Island-Klasse wurde als Nachfolger der älteren Anchorage-Klasse gebaut und am 9. Februar 1985 in Dienst gestellt. Seitdem wurden acht Schiffe dieser Klasse gebaut.
| Nummer | Name           | Jahr | Heimathafen  |
| ------ | -------------- | ---- | ------------ |
| LSD-41 | Whidbey Island | 1985 | Little Creek |
| LSD-42 | Germantown     | 1986 | San Diego    |
| LSD-43 | Fort McHenry   | 1987 | Little Creek |
| LSD-44 | Gunston Hall   | 1989 | Little Creek |
| LSD-45 | Comstock       | 1990 | San Diego    |
| LSD-46 | Tortuga        | 1990 | Sasebo       |
| LSD-47 | Rushmore       | 1991 | San Diego    |
| LSD-48 | Ashland        | 1992 | Little Creek |

### Harpers-Ferry-Klasse
Das erste Schiff der Harpers-Ferry-Klasse wurde am 7. Januar 1995 in Dienst gestellt. Schiffe dieser Klasse sind Frachtvarianten der Whidbey-Island-Klasse und können zwei LCACs weniger in ihrem Welldeck transportieren, haben dafür aber eine größere Frachtkapazität an Landfahrzeugen und Ausrüstung.
| Nummer | Name          | Jahr | Heimathafen  |
| ------ | ------------- | ---- | ------------ |
| LSD-49 | Harpers Ferry | 1995 | Sasebo       |
| LSD-50 | Carter Hall   | 1995 | Little Creek |
| LSD-51 | Oak Hill      | 1996 | Little Creek |
| LSD-52 | Pearl Harbor  | 1998 | San Diego    |

### San-Antonio-Klasse
Die Schiffe der San-Antonio-Klasse sind nach Prinzipien der Stealth-Technologie geplant worden, außerdem soll der Komfort für die Besatzung und die Marines gegenüber der bisherigen Flotte erhöht werden. Nach Problemen beim Bau und den damit in Verbindung stehenden Verzögerungen und Kostensteigerungen wurden anfänglich nur elf Schiffe genehmigt, von denen das erste seit 2008 einsatzbereit ist.
| Name                           | Werft    | Kiellegung         | Stapellauf        | Indienststellung  | Heimathafen                       | Status |
| ------------------------------ | -------- | ------------------ | ----------------- | ----------------- | --------------------------------- | ------ |
| San Antonio (LPD-17)           | Avondale | 9. Dezember 2000   | 12. Juli 2003     | 14. Januar 2006   | Norfolk, Virginia                 | aktiv  |
| New Orleans (LPD-18)           | Avondale | 14. Oktober 2002   | 11. Dezember 2004 | 10. März 2007     | Sasebo, Präfektur Nagasaki        | aktiv  |
| Mesa Verde (LPD-19)            | Ingalls  | 25. Februar 2003   | 19. November 2004 | 15. Dezember 2007 | Norfolk, Virginia                 | aktiv  |
| Green Bay (LPD-20)             | Avondale | 11. August 2003    | 11. August 2006   | 24. Januar 2009   | Sasebo, Präfektur Nagasaki, Japan | aktiv  |
| New York (LPD-21)              | Avondale | 10. September 2004 | 19. Dezember 2007 | 7. November 2009  | Mayport, Florida                  | aktiv  |
| San Diego (LPD-22)             | Ingalls  | 23. Mai 2007       | 7. Mai 2010       | 19. Mai 2012      | San Diego, Kalifornien            | aktiv  |
| Anchorage (LPD-23)             | Avondale | 24. September 2007 | 12. Februar 2011  | 4. Mai 2013       | San Diego, Kalifornien            | aktiv  |
| Arlington (LPD-24)             | Ingalls  | 26. Mai 2008       | 23. November 2010 | 8. Februar 2013   | Norfolk, Virginia                 | aktiv  |
| Somerset (LPD-25)              | Avondale | 11. Dezember 2009  | 14. April 2012    | 1. März 2014      | San Diego, Kalifornien            | aktiv  |
| John P. Murtha (LPD-26)        | Ingalls  | 6. Februar 2012    | 30. Oktober 2014  | 8. Oktober 2016   | San Diego, Kalifornien            | aktiv  |
| Portland (LPD-27)              | Ingalls  | 2. August 2013     | 13. Februar 2016  | 14. Dezember 2017 | San Diego, Kalifornien            | aktiv  |
| Fort Lauderdale (LPD-28)       | Ingalls  | 13. Oktober 2017   | 28. März 2020     | 30. Juli 2022     |                                   | aktiv  |
| Richard M. McCool Jr. (LPD-29) | Ingalls  | 12. April 2019     | 5. Januar 2022    |                   |                                   | im Bau |

## Royal Navy

### Einsatz
Die LSD der Royal Navy sind Bestandteil einer Amphibious Task Group (ATG), zu der in aller Regel zusätzlich ein Hubschrauberträger gehört. Ihre Aufgabe ist es, Truppen und schweres Gerät an einer Küste abzusetzen. Dies geschieht hauptsächlich mit konventionellen Landungsbooten. Zusätzlich stehen bei den LSD motorisierte Pontons, die Mexeflotes, zur Verfügung.

### Bay-Klasse
Die LSD der Bay-Klasse wurden im Jahr 2000 als Ersatz für die Landungsschiffe der Round-Table-Klasse geordert. Sie sind eine Ergänzung zu den LPD der Albion-Klasse und operieren mit diesen stets im Verband, da sie weder über eigene Kommandoeinrichtungen noch über fest installierte Waffensysteme verfügen. Jedes Schiff bietet regulär Platz für bis zu 356 Soldaten, kurzfristig für bis 850. Zudem können bis zu 24 20-Fuß- oder zwölf 40-Fuß-ISO-Container mit Lebensmitteln oder technischem Gerät an Bord genommen werden. Auf den Fahrzeugdecks können bis zu 150 leichte LKW oder 24 Challenger 2-Panzer transportiert werden.
Jedes LSD kann ein schweres und zwei leichte Landungsboote im Welldeck mitführen. Zusätzlich verfügt jedes LSD über zwei seitlich am Schiff befestigte Mexeflotes. Hierbei handelt es sich um motorisierte Pontons, mit denen sowohl Soldaten und Ausrüstung an Land gebracht werden können, als auch in kurzer Zeit eine provisorische Anlegestelle errichtet werden kann. Das Hubschrauberdeck bietet Platz, um zwei Merlin EH-101 oder CH-47 Chinook gleichzeitig einsetzen und einen dritten abstellen zu können. Die Hubschrauber können an Deck aufgetankt sowie gewartet und repariert werden. Ein fester Hangar ist nicht vorhanden, kann jedoch jederzeit nachgerüstet werden.
Die Royal Australian Navy erwarb 2011 die RFA Largs Bay und benannte sie in HMAS Choules um.
| Nummer | Name             | Jahr | Heimathafen |
| ------ | ---------------- | ---- | ----------- |
| L3007  | RFA Lyme Bay     | 2007 | Marchwood   |
| L3008  | RFA Mounts Bay   | 2006 | Marchwood   |
| L3009  | RFA Cardigan Bay | 2007 | Marchwood   |

## Französische Marine
Die Marine Nationale verfügte über zwei LPD der Foudre-Klasse, zwischen 1990 und 1998 in Dienst gestellt worden sind. Sie waren an zahlreichen Einsätzen vor allem an der westafrikanischen Küste (Operation Corymbe) beteiligt. Das Typschiff Foudre wurde 2011 an die chilenische Marine verkauft. Das Schwesterschiff Siroco wurde 2015 an die brasilianische Marine verkauft.

## Chilenische Marine
Die chilenische Marine verfügt über ein LPD der Foudre-Klasse, welches 2011 von der französischen Marine gekauft wurde.
| Nummer  | Name                       | Jahr | Heimathafen |
| ------- | -------------------------- | ---- | ----------- |
| LSDH-91 | Sargento Aldea (ex-Foudre) | 1990 | Talcahuano  |

## Niederländische Marine
Die niederländische Marine verfügt über zwei LPD der Rotterdam-Klasse. Die Schiffe sind gegenwärtig das Rückgrat der amphibischen Kräfte der Niederlande.
| Nummer | Name                  | Jahr | Heimathafen |
| ------ | --------------------- | ---- | ----------- |
| L800   | Zr. Ms. Rotterdam     | 1998 | N.N.        |
| L801   | Zr. Ms. Johan de Witt | 2007 | N.N.        |

## Royal Australian Navy
Die australische Marine verfügt über ein Schiff der Bay-Klasse, die HMAS Choules (L 100), die 2011 von Großbritannien gekauft wurde.
| Nummer | Name         | Jahr              | Heimathafen |
| ------ | ------------ | ----------------- | ----------- |
| L100   | HMAS Choules | 13. Dezember 2011 | N.N.        |